# 3986 Rozhkovskij
3986 Rozhkovskij (1985 SF2) là một tiểu hành tinh vành đai chính được phát hiện ngày 19 tháng 9 năm 1985 bởi N. Chernykh ở Nauchnyj.